# Loki Schmidt
Hannelore «Loki» Schmidt (apellido de soltera Glaser; 3 de marzo de 1919 – 21 de octubre de 2010) fue una profesora y ambientalista alemana. Ocupó el rol de primera dama de Alemania debido a su matrimonio con Helmut Schmidt, quien fue Canciller de la República Federal de Alemania entre 1974 y 1982.

## Biografía

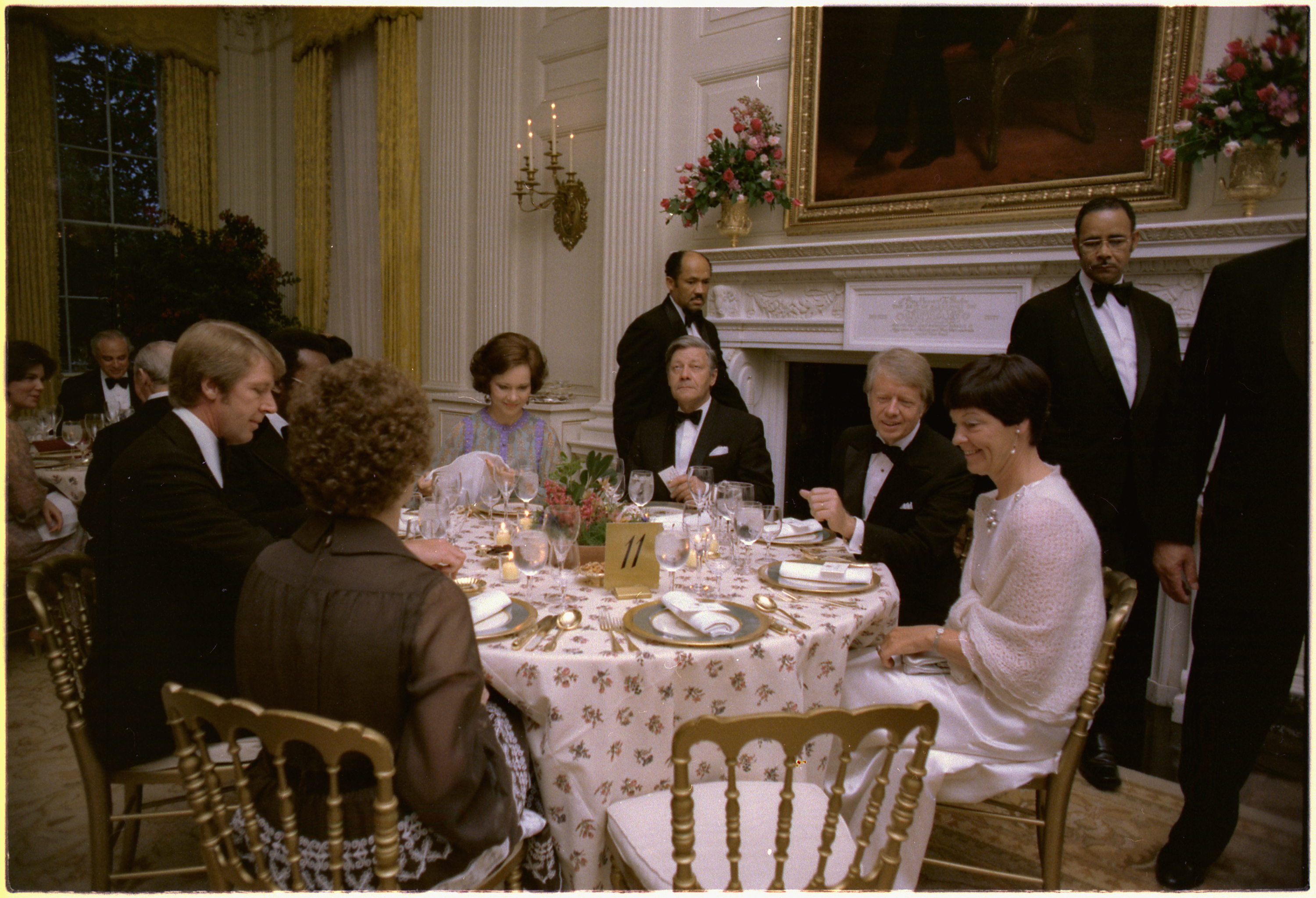
Schmidt y su marido durante una cena con el presidente de Estados Unidos Jimmy Carter, en 1977.

Hannelore Glaser nació en 1919 en Hamburgo, hija de un electricista industrial y de una costurera. Aunque quiso estudiar biología, el alto valor de la matrícula universitaria se lo impidió y en su lugar estudió pedagogía. Tras graduarse trabajó como maestra de escuela de forma ininterrumpida entre 1940 y 1972, tanto en establecimientos de educación primaria como secundaria. Se casó con el político y economista Helmut Schmidt en 1942, quien asumió el cargo de Canciller de la República Federal de Alemania en 1974. Debido a esto, ocupó el rol de primera dama durante su mandato, hasta 1982. La pareja tuvo dos hijos, Helmut, que falleció a los siete meses, y Susanne.
En 1976, Loki Schmidt fundó la Stiftung zum Schutze gefährdeter Pflanzen (literalmente, "fundación para la protección de plantas en peligro"), que posteriormente se convirtió en la Stiftung Naturschutz Hamburg und Stiftung zum Schutze gefährdeter Pflanzen (fundación de conservación de la naturaleza de Hamburgo para la protección de plantas en peligro). La organización, también conocida como Fundación Loki Schmidt, se dedica a la preservación de plantas y animales raros en Hamburgo y en toda Alemania.
En 1980 creó la campaña Flor del Año, una iniciativa de concienciación pública para la protección de las flores silvestres en peligro de extinción en Alemania. Por su trabajo recibió el título de senadora honoraria de la Universidad de Hamburgo. También fue doctora honoraria de la Academia Rusa de Ciencias de San Petersburgo y de la Universidad de Hamburgo. En 2009 fue galardonada con el premio ciudadano honorífico (Ehrenbürgerschaft) -la más alta condecoración- de Hamburgo.
Falleció el 21 de octubre de 2010, a los 91 años, en su casa de Langenhorn. Fue sepultada en el cementerio de Ohlsdorf.

## Legado
El jardín botánico de Hamburgo pasó a llamarse "Loki-Schmidt-Garten" en 2012.
Las especies Puya loki-schmidtiae, Pitcairnia loki-schmidtiae y Tityus lokiae fueron nombradas en su honor.

## Publicaciones
- Schützt die Natur: Impressionen aus unserer Heimat. Herder Verlag, 1979, ISBN 3-451-18225-4.
- H.-U. Reyer, W. Migongo-Buke und L. Schmidt: Field Studies and Experiments on Distribution and Foraging of Pied and Malachite Kingfishers at Lake Nakuru (Kenya). En: Journal of Animal Ecology, Band 57, 1988, S. 595–610, Zusammenfassung, ISSN 0021-8790.
- W. Barthlott, S. Porembski, M. Kluge, J. Hopke und L. Schmidt: Selenicereus wittii (Cactaceae). An epiphyte adapted to Amazonian Igapó inundation forests. En: Plant Systematics and Evolution, Band 206, 1997, S. 175–185, ISSN 0378-2697.
- Die Botanischen Gärten in Deutschland. Verlag Hoffmann und Campe, 1997, ISBN 3-455-11120-3.
- Die Blumen des Jahres. Verlag Hoffmann und Campe, 2003, ISBN 3-455-09395-7.
- P. Parolin, J. Adis, M. F. da Silva, I. L. do Amaral, L. Schmidt und M. T. F. Piedade: Floristic composition of a floodplain forest in the Anavilhanas archipelago, Brazilian Amazonia. En:  Amazoniana, Band 17 (3/4), 2003, S. 399–411, ISSN 0065-6755.
- Loki: Hannelore Schmidt erzählt aus ihrem Leben. Verlag Hoffmann und Campe, 2003, ISBN 3-455-09408-2.
- Mein Leben für die Schule. 2005, ISBN 3-455-09486-4
- Erzähl doch mal von früher: Loki Schmidt im Gespräch mit Reinhold Beckmann. Verlag Hoffman und Campe, 2008, ISBN 3-455-50094-3.